# Pansernæven
Pansernæven (engelsk originaltitel The Gauntlet) er en amerikansk actionfilm instrueret af Clint Eastwood i 1977 med Eastwood og Sondra Locke i hovedrollerne. The filmens øvrige medvirkende inkluderer Pat Hingle, William Prince, Bill McKinney, og Mara Corday. Eastwood spiller politibetjenten Ben Schokley, der har alkoholproblemer, og derfor er et noget besynderligt valg til en specialopgave. Under udførelsen af opgaven forelsker han sig i en prostitueret (Locke), som han skal eskortere fra Las Vegas til Phoenix, hvor hun skal vidne mod mafiaen. Denne opgave er yderst vanskelig at gennemføre, fordi mange tvivlsomme elementer er interesserede i at undgå, at kvinden aflægger sit vidneudsagn. Schokley må derfor "beslaglægge" en bus for at bringe hende til retsbygningen i Phoenix. Denne handling medfører, at han bliver eftersøgt som desperat kriminel af sine kolleger i politiet.
Filmen blev en stor publikumssucces i USA, og den indtjente i alt ca. $100 millioner på verdensplan. Den fik som de fleste af Eastwoods film fra 1970'erne en blandet modtagelse hos anmelderne, som især var uenige om, hvorvidt de humoristiske indslag i den meget voldelige handling var passende eller upassende. Flertallet var dog negative, og i New York Times blev filmen betegnet som direkte rædselsfuld.

## Medvirkende
- Clint Eastwood; Detective Ben Shockley
- Sondra Locke; Augustina "Gus" Mally
- Pat Hingle; Maynard Josephson
- William Prince; Commissioner Blakelock
- Bill McKinney; Constable
- Michael Cavanaugh; Feyderspiel
- Mara Corday; Jail Matron
- Doug McGrath; Bookie

## Eksterne Henvisninger
- Pansernæven på Internet Movie Database (engelsk)
- Pansernæven på Filmdatabasen
- Pansernæven på Scope
- Pansernæven i Svensk Filmdatabas (svensk)
- Pansernæven på AlloCiné (fransk)
- Pansernæven på MovieMeter (nederlandsk)
- Pansernæven på AllMovie (engelsk)
- Pansernæven hos American Film Institute (engelsk)
- Pansernævens profil hos Encyclopædia Britannica Online (engelsk)
- Pansernæven på Turner Classic Movies (engelsk)